# Aleva (artista)
Aleva (in greco antico: Ἀλεύας?, Aléuas; ... – ...) è stato uno scultore greco antico, famoso ai suoi tempi per le sue statue di filosofi.